# Isopterygium neocaledonicum
Isopterygium neocaledonicum är en bladmossart som beskrevs av Thériot 1909. Isopterygium neocaledonicum ingår i släktet Isopterygium och familjen Hypnaceae. Inga underarter finns listade i Catalogue of Life.